# Regio VIII Aemilia
La regio VIII Aemilia era una delle regioni augustee d'Italia.

## Denominazione
Come per le altre regioni augustee la regio VIII è denominata solo recentemente Aemilia nell'uso accademico. Originariamente le regioni augustee erano individuate solo dal numero ordinale.

## Territorio e maggiori centri
Il territorio era attraversato dalla Via Emilia e corrispondeva all'antica Gallia Cispadana.
- Ariminum (Rimini), fondata nel 268 a.C., alla foce del fiume Ariminus (oggi Marecchia),[1] come colonia di diritto latino. La strategica posizione geografica della città, a presidio della Pianura Padana, ne fece un bastione contro l'avanzata dei Galli, e un avamposto per le conquiste romane verso nord. Ariminum era, inoltre, un importante snodo di vie di comunicazione tra il nord e il centro Italia: la Via Flaminia (220 a.C.), proveniente da Roma, la Via Emilia (187 a.C.), diretta a Piacenza, e la Via Popilia-Annia (132 a.C.), che collegava la città a Ravenna, Adria, Padova, Altinum e Aquileia. Il porto, del quale oggi non rimane traccia, ebbe un ruolo rilevante nello sviluppo dell'economia cittadina. Ariminum nel 90 a.C. divenne primo municipio cispadano. Nel 49 a.C., dopo il passaggio del Rubicone, Giulio Cesare rivolse un discorso alle proprie legioni nel Foro di Rimini, pronunciando la celebre frase «Alea iacta est» (il dado è tratto).

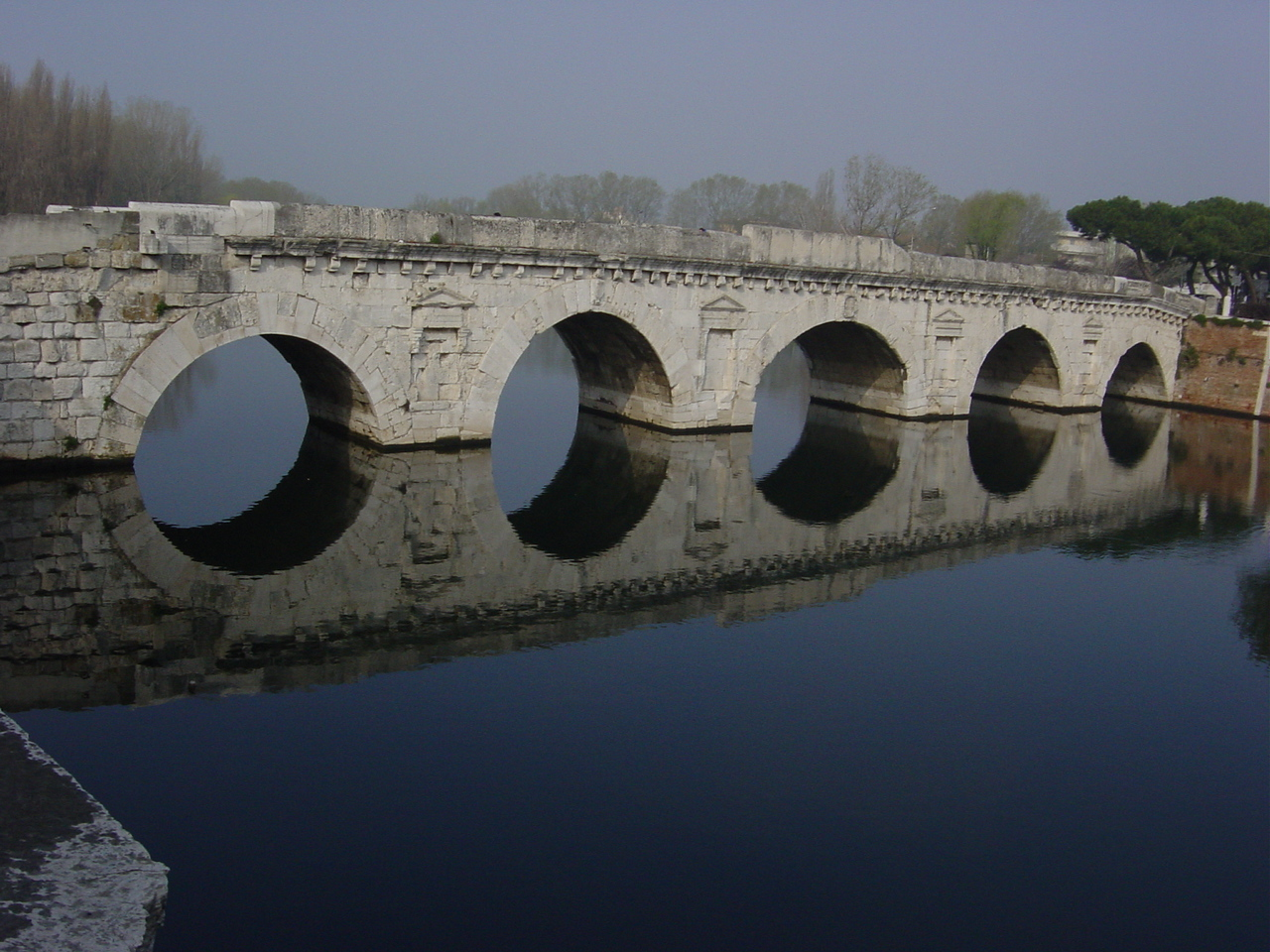
Il Ponte di Tiberio, punto di partenza della Via Emilia.
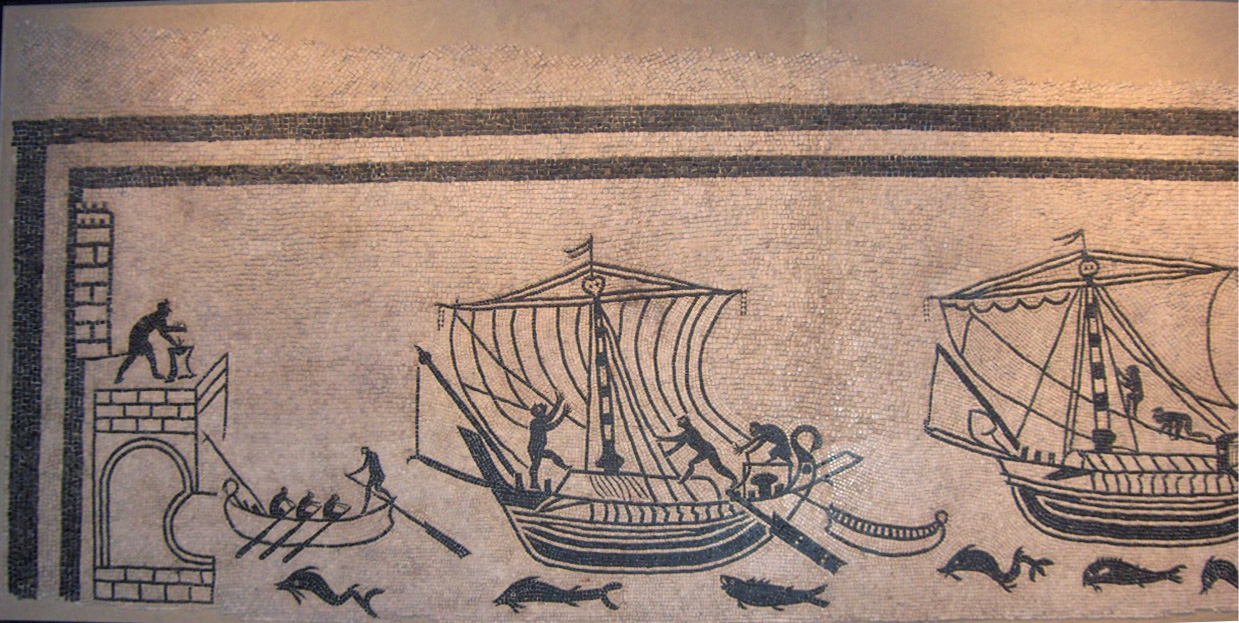
Il porto di Rimini nel mosaico delle barche dalla domus di Palazzo Diotallevi (Rimini, Museo della Città).
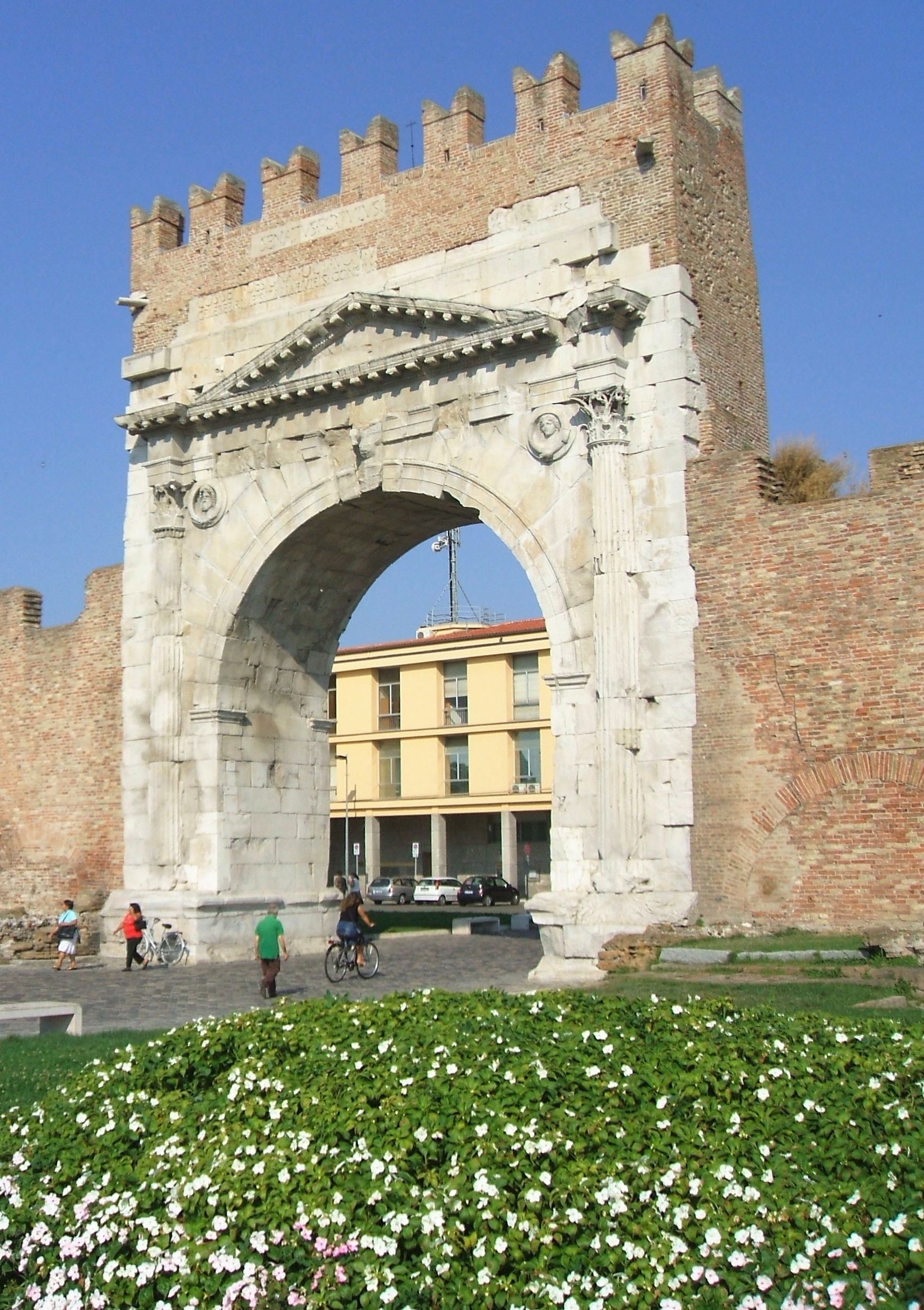
L'arco d'Augusto.
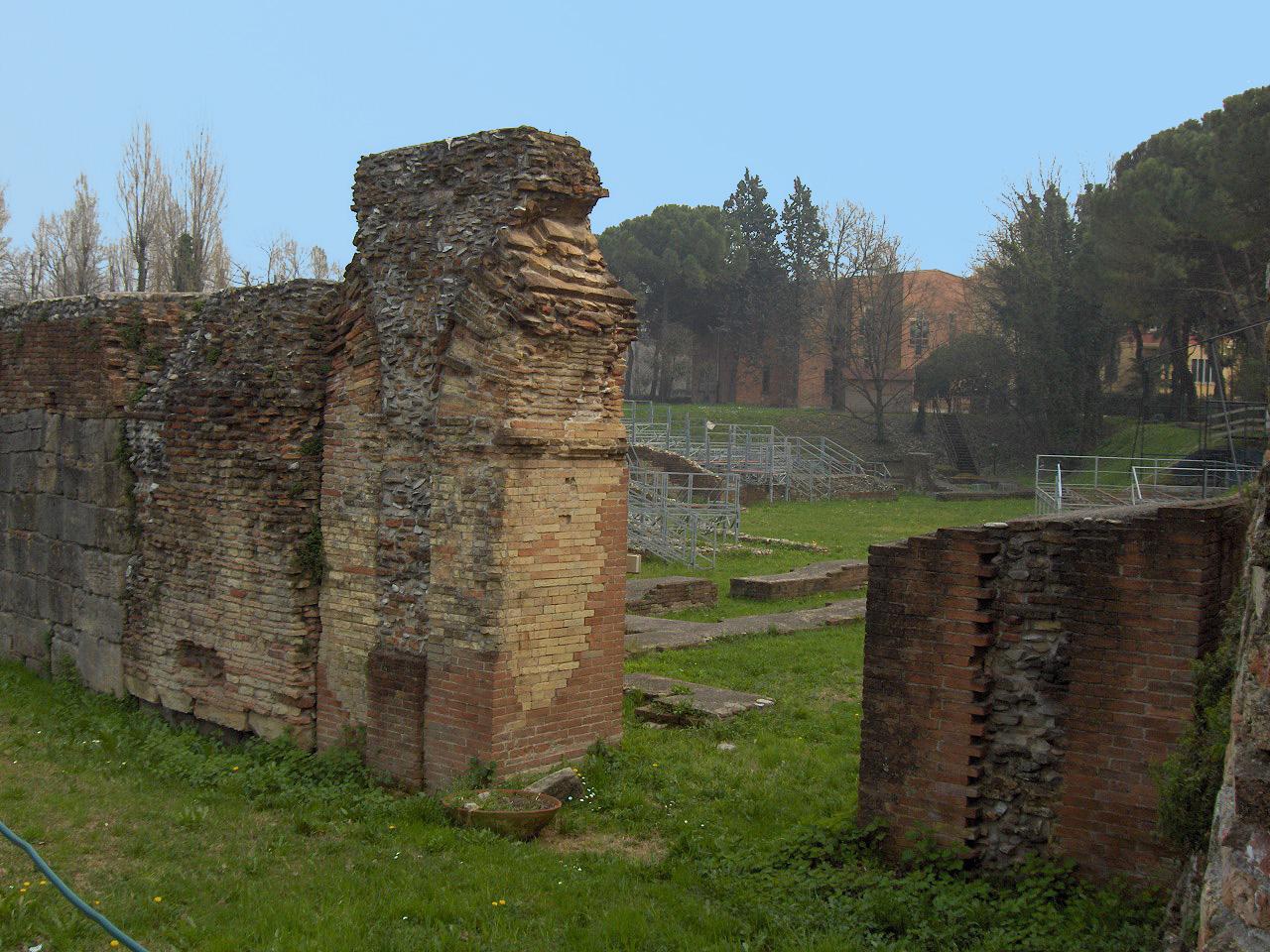
Resti dell'anfiteatro romano.

- Ravenna
- Bononia (Bologna)
- Forum Livii (Forlì), fino a quando fu tracciata la Via Aemilia, era un insieme di villaggi nel punto di convergenza di etruschi, umbri e galli. Il territorio della città era abitato già 800.000 anni fa, come testimoniano i ritrovamenti fittili di Monte Poggiolo. Con la Via Aemilia si rese necessaria la fondazione di Forum Livii, uno "scalo" commerciale e amministrativo lungo l'arteria stradale in corrispondenza dell'antica ma più decentrata Livia, che poi fu castrum romano. Si attribuisce la fondazione della città a Livio Salinatore nel 188 a.C.
- Mutina (Modena)
- Parma
- Regium Lepidi (Reggio nell'Emilia)
- Placentia (Piacenza)